# Кривая (протока Камчатки)
Кривая — протока реки Камчатка на полуострове Камчатка в России. Длина реки — 31 км. Впадает в реку Камчатка справа на расстоянии 119 км от устья.

## Притоки
- 3 км: протока Катлычь (пр)
- 13 км: протока Тихая (лв)
- 18 км: река без названия
- 18,3 км: река без названия
- 22 км: река без названия
- 26 км: Кирчурич (пр)

## Данные водного реестра
По данным государственного водного реестра России относится к Анадыро-Колымскому бассейновому округу. Код водного объекта 19070000112020000017117.